# Mezőbaj
Mezőbaj (Boiu) település Romániában, a Partiumban, Bihar megyében.

## Fekvése
Nagyszalontától délre, Illye, Vadász és Tamáshida közt fekvő település.

## Története
Mezőbaj Árpád-kori település. Nevét 1283-ban említette először oklevél Boy néven.
Később Kisdedboy, Nagyboy néven említették az oklevelek.
Boy a Zoard nemzetség birtoka volt, melyet Tanch fia Fülöp és Marton fia Lőrinc halála után, 1283 ban a nemzetség tagjai egymás közt megosztottak.
A 13. században már két község volt, Kisdedbaj és Nagybaj néven, és birtokosa ekkor a Zoard nemzetségbeli Izsákay család volt. 1283-ban már egyháza is volt, mely Nagybajban állt.
A 15. században birtokosa még mindig az Izsákay család, de már a Bessenyey családnak is volt itt birtoka.
1572-ben a Bajoni család kapott rá adománylevelet.
A 16. századra már csak az egyik község állt fenn. A másik község nyomát és emlékét hosszú időn át őrizte az a hely, a hol még a 19. század második felében is láthatók voltak az egyház nyomai, közelében pedig az ősi temető feküdt; 1896-ban azonban a belvízlevezető csatornát éppen e területen vezették keresztül, ekkor az utolsó nyomok is eltűntek.
Az 1800-as évek elején a gróf Rhédey család és báró Radák István, majd gróf Rhédey Johanna báró Horváth Ödönné és Schwarcz Jakab osztoznak rajta.
A település határában fekvő Tatárfája nevű dűlőről a hagyomány azt tartja, hogy a tatárjárás idejében a tatárok táborhelye volt azon a helyen.

## Nevezetességek
- Református temploma – 1826-ban épült.